# Kővár
Kővár Budapest városrésze a II. kerületben az egykori Pesthidegkút község területén. Kővár városrészben található a Hármashatárhegyi repülőtér, bár nevét a jóval ismertebb, szomszédos Hármashatár-hegyről kapta.

## Fekvése
Határai: Budapest II. és III. kerületének határa a Máriahegy utcától – innen az 1950-es Nagy-Budapest határa előtti vonalat követve, a 148. és 168. sz. határkő között – Budajenő utca és meghosszabbított vonala – Cenk utca – Arad utca – Kővári út – Honvéd utca – Vöröskővár utca – Máriahegy utca a II. és a III. kerület határáig.

## Története
A városrész a 301 m magas Kővár nevű hegyről kapta a nevét. Területe szinte teljesen beépítetlen, ma is csak a szomszédos Hármashatár-hegyről elnevezett Hármashatárhegyi repülőtér, illetve néhány turistaút található itt.
A történelmi Pesthidegkút Hársakalja nevű városrészének növekedése folytán a két városrész határán épült néhány ház, amik már Kővár területén találhatók. Ezekben a 2001-es népszámlálás szerint abban az évben 26-an éltek életvitelszerűen.